# 蜥顎蛇
蜥顎蛇屬（學名：Iguanognathus）是蛇亞目游蛇科下的一個單型蛇屬，屬下只有蜥顎蛇（Iguanognathus werneri）一個品種，印尼的特有種。

## 備註
- 世界保育監察中心：蜥顎蛇屬